# Вільшаницька сільська громада
Вільшаницька сільська об'єднана територіальна громада — колишня об'єднана територіальна громада в Україні, в Самбірському районі Львівської області. Адміністративний центр — село Вільшаник.
Площа громади —  км², населення —  мешканців (2021).
Утворена 9 серпня 2015 року шляхом об'єднання Вільшаницької та Монастирецької сільських рад Самбірського району.
Ліквідована 12 червня 2020 року шляхом включення до Ралівської громади.

## Населені пункти
До складу громади входять 9 сіл:
- Вільшаник
- Глибоч
- Лопушно
- Лукавиця
- Мала Спринька
- Монастирець
- Сприня
- Трояни
- Черхава

## Інфраструктура
На території громади працюють 4 школи, амбулаторія, 4 ФАПи, 5 народних домів, 5 бібліотек.